# Michael Hoeye
Michael Hoeye (Los Angeles, 1947) è uno scrittore statunitense.
Hoeye vive nell'Oregon con la moglie Martha.
È l'autore delle Hermux Tantamoq Adventures, una serie di romanzi del mistero per bambini.

## Opere
- Le sabbie del tempo (The Sands of Time), 2001
- Il tempo non si ferma per i topi (Time Stops for No Mouse), 2002
- Topi della ribalta (No Time Like Show Time), 2004
- Il tempo delle rose (Time to Smell the Roses), traduzione di Guia Risari, Salani, Milano, 2009, ISBN =9788884519788